# Spionida
Los espiónidos (Spionida) son un grupo de gusanos marinos poliquetos que habitan en el suelo blando de las zonas costeras, tanto neríticas (poco profundas) como litorales (intermareales). Poseen dos tentáculos y una boca sin mandíbulas, y la faringe es parcialmente eversible.
El par de tentáculos que tienen son flexibles, poseen surcos, facilitan la alimentación y surgen directamente del prostomio. Algunas especies tienen pequeñas manchas en los ojos y otras presentan un lóbulo sensorial central. Algunos de los segmentos anteriores tienen branquias. Los parapodios o lóbulos laterales tienen laminillas grandes. Las quetas son capilares y poseen espinas y ganchos no ramificados.

## Galería

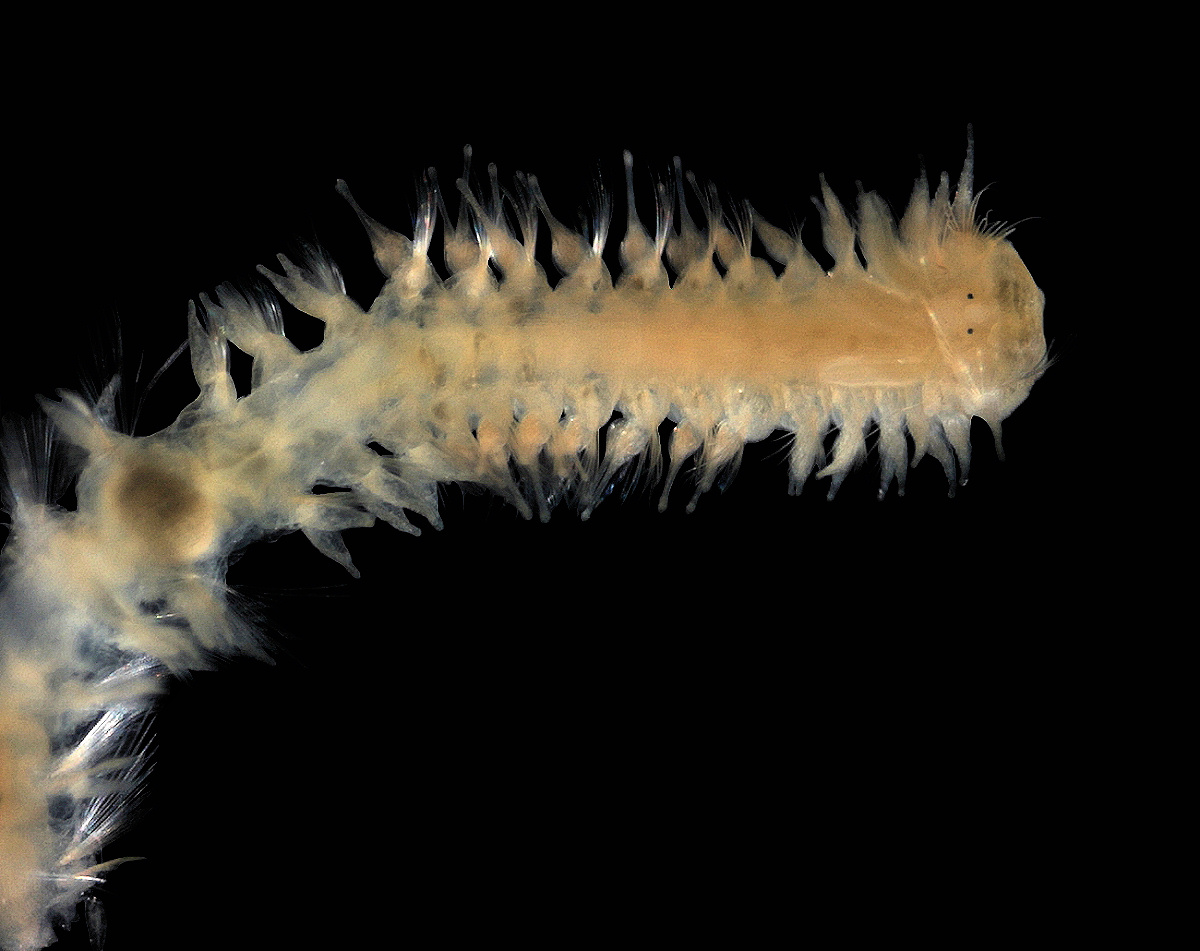
Poecilochaetus (fam. Poecilochaetidae)
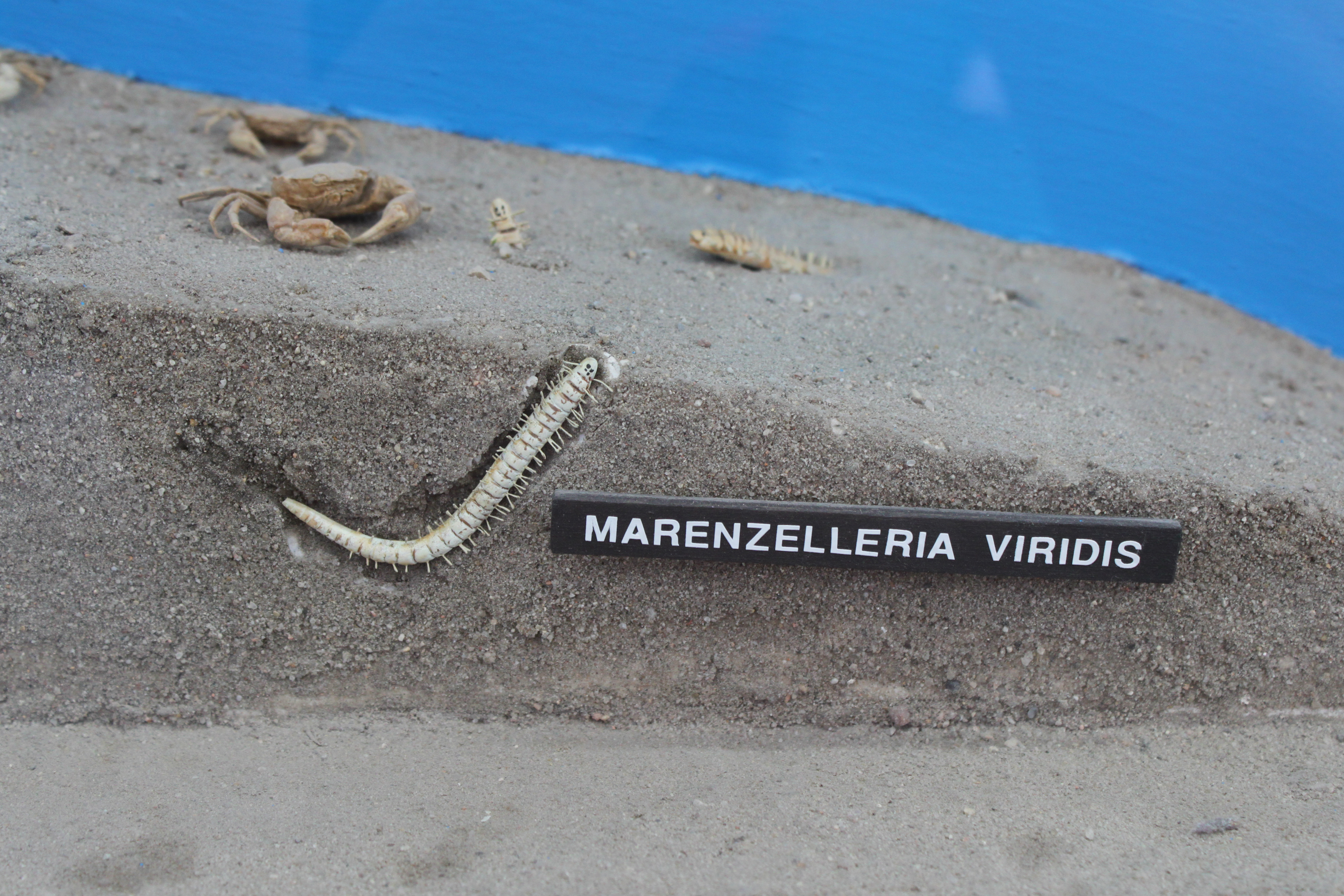
Marenzelleria (fam. Spionidae)
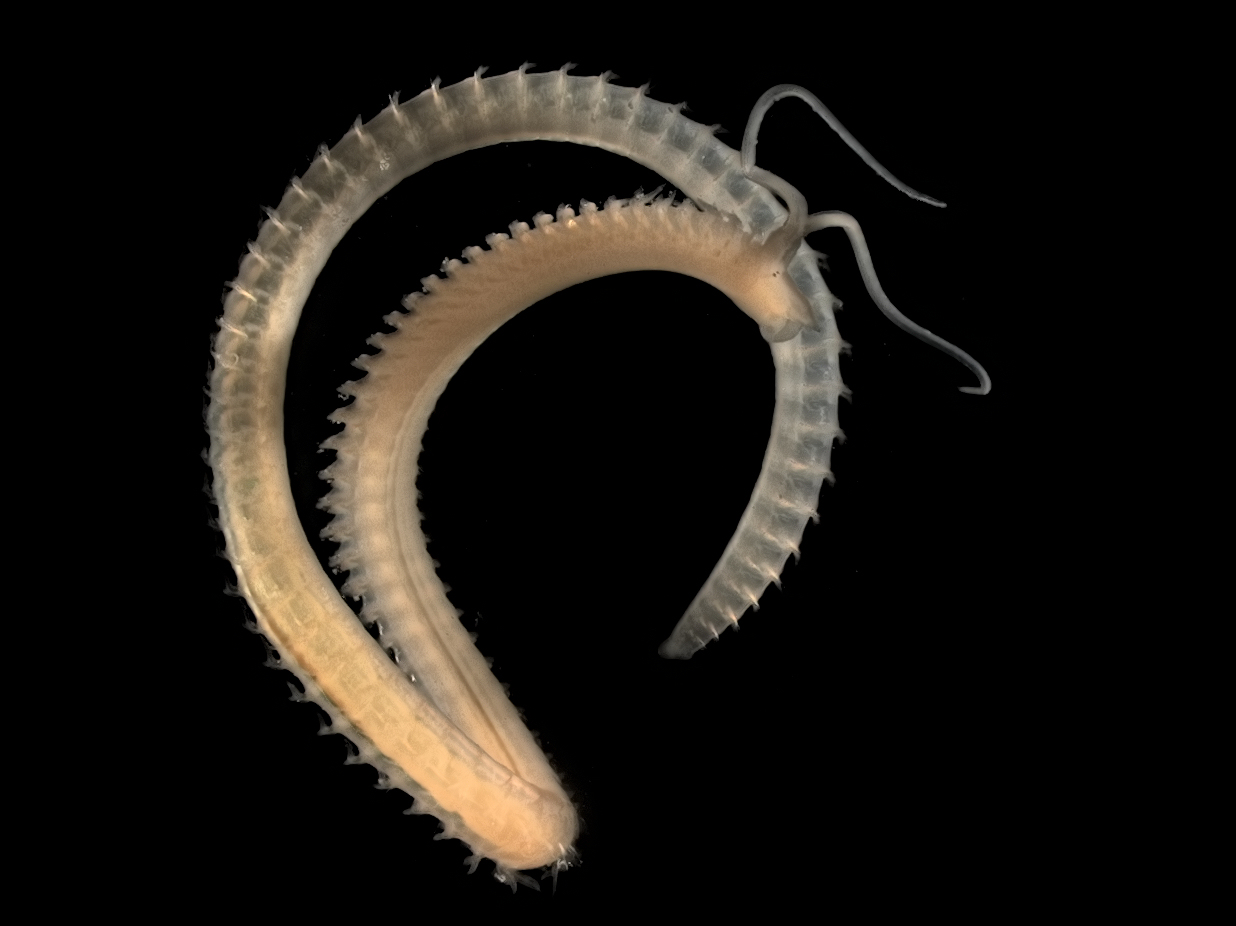
Scolelepis (fam. Spionidae), mostrando sus 2 tentáculos
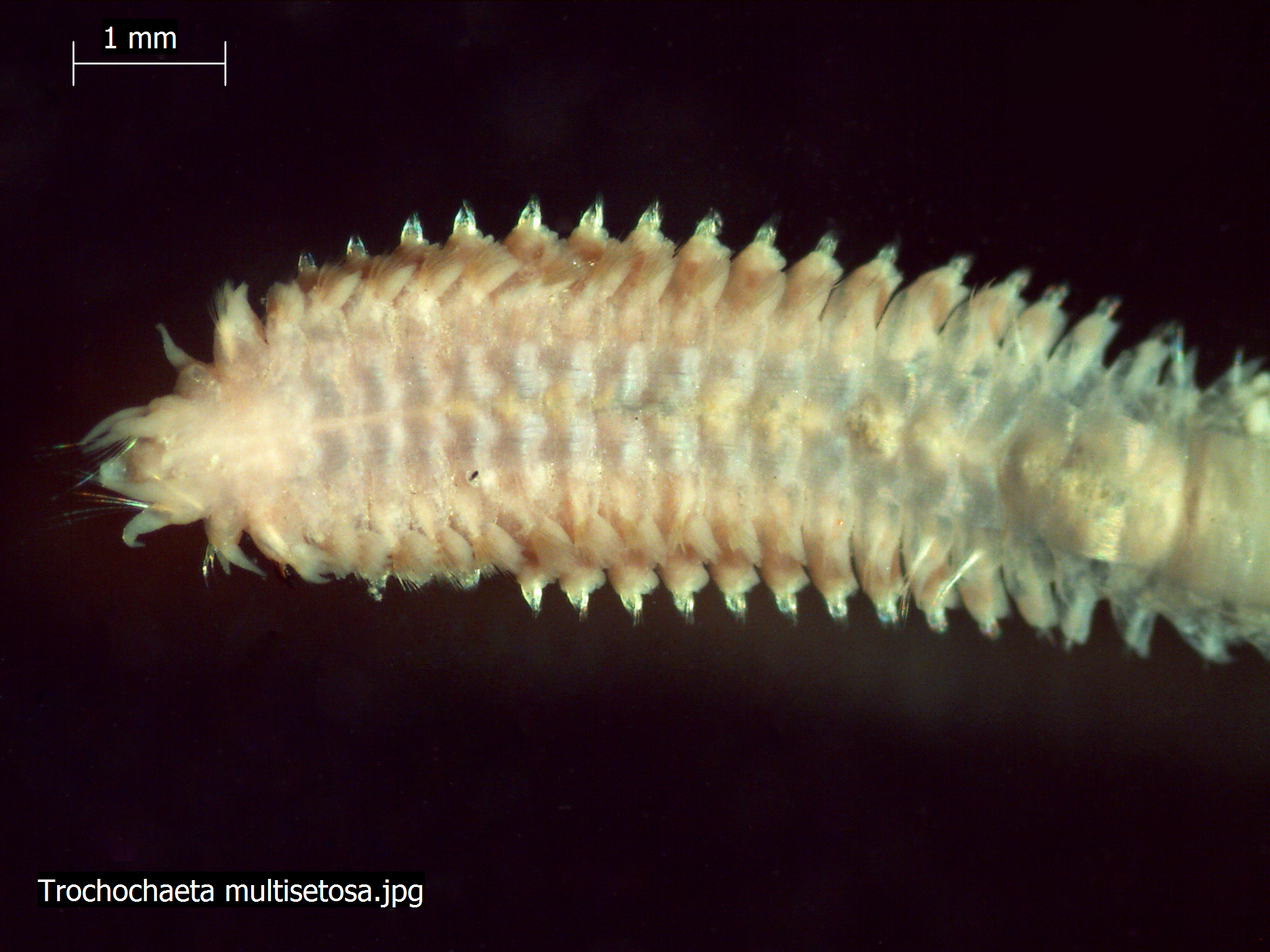
Trochochaeta (fam. Trochochaetidae)